# 赵国屏
赵国屏（1948年8月—），男，上海人，中国分子微生物学家，中国科学院上海生命科学研究院植物生理生态研究所研究员，中国科学院院士。国家人类基因组南方研究中心执行主任，生物芯片上海国家工程研究中心主任，复旦大学生命学院微生物与微生物工程系主任。

## 生平
1967年，毕业于上海位育中学。

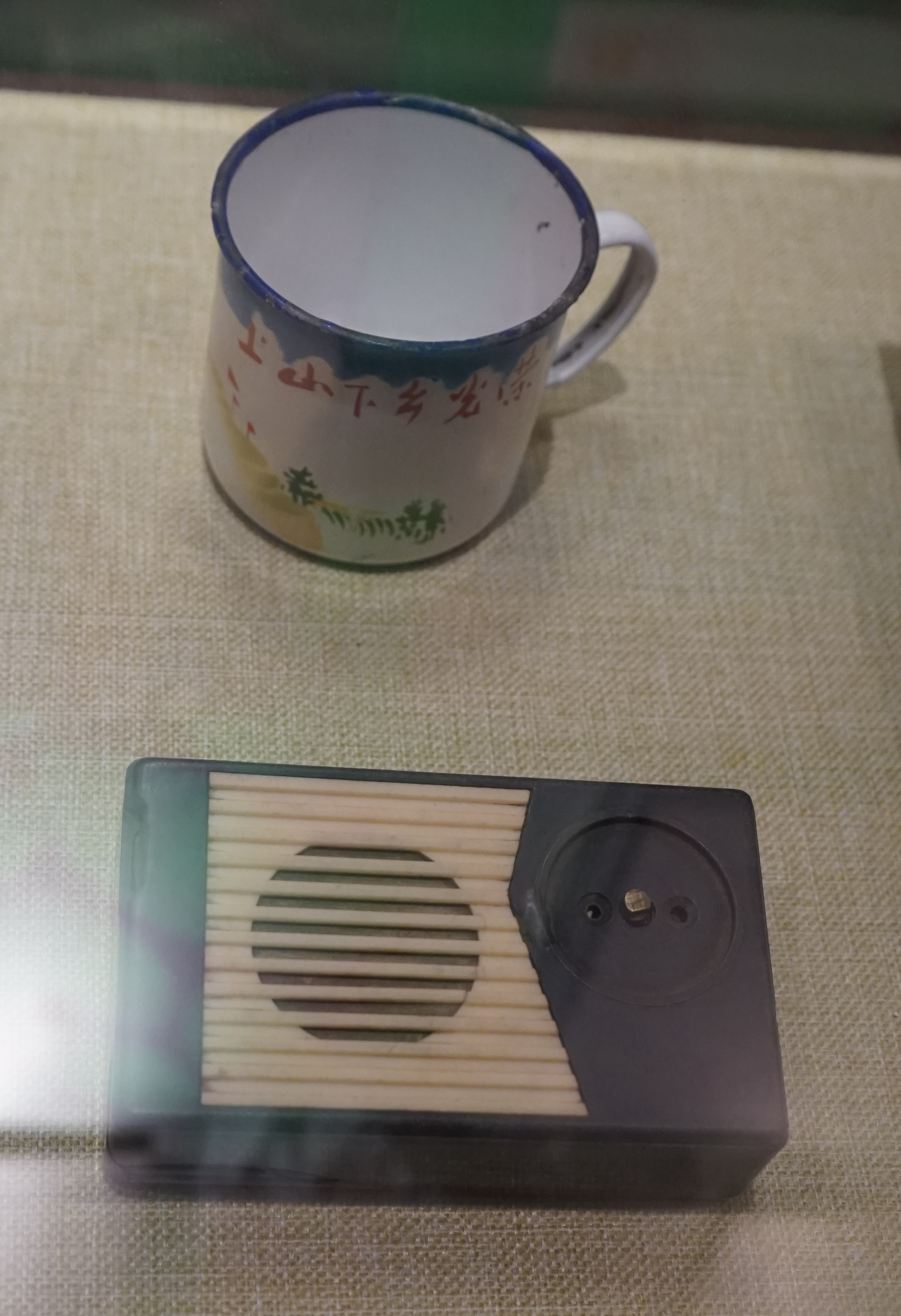
赵国屏在安徽蒙城插队时用过的收音机、水杯

1969年至1978年于安徽省蒙城县朱集插队劳动。
1978年至1982年就读于复旦大学微生物学专业，获学士学位。1983年至1990年就读于美国普渡大学生物化学系，获博士学位。1990年至1992年任普渡大学生物化学系博士后。
1992年至1994年任上海Promega公司，生产经理。
1995年起任职于中国科学院上海植物生理生态研究所（学术委员会主任），上海生物工程中心，国家人类基因组南方中心（执行主任），生物芯片国家工程中心（主任）。
2005年当选中国科学院院士。后任复旦大学双聘教授（院士），复旦大学生命科学学院微生物学与微生物工程系主任。

## 社会兼职
香港中文大学医学院微生物系讲座教授，中国微生物学会名誉理事长。

## 研究方向
- 通过微生物功能基因组和比较基因组分析，系统研究产抗生素放线菌的代谢及其调控网络，鉴定其中关键的转录因子，建立代谢调控模型。
- 通过生化生理检测和鉴定、解析翻译后修饰和晶体结构研究，探索代谢途径中的关键酶及调控蛋白结构与功能的关系。
- 采用合成生物学研究方法，探索微生物生理的生物学规律[4]。